# The Sheriff of Fractured Jaw
The Sheriff of Fractured Jaw is een Brits-Amerikaanse westernkomedie uit 1958 onder regie van Raoul Walsh. De film werd destijds in Nederland uitgebracht onder de titel Een gentleman wordt geen sheriff.

## Verhaal
Jonathan Tibbs is een Britse wapensmid die door het Wilde Westen trekt. Hij slaagt erin een aanval van indianen op een postkoets te verijdelen. Daarom wordt hij in het plaatselijke dorp Fractured Jaw tot sheriff gepromoveerd. Hij leert er de knappe hotelhoudster Kate kennen. Zij geeft de Britse heer van stand weinig kans om zijn werk als sheriff tot een goed einde te brengen.

## Rolverdeling
| Acteur           | Personage                 |
| ---------------- | ------------------------- |
| Kenneth More     | Jonathan Tibbs            |
| Jayne Mansfield  | Kate                      |
| Henry Hull       | Burgemeester Masters      |
| Bruce Cabot      | Jack                      |
| Ronald Squire    | Toynbee                   |
| William Campbell | Keeno                     |
| Sidney James     | Dronkenman                |
| Reed De Rouen    | Claybone                  |
| Charles Irwin    | Luke                      |
| Donald Stewart   | Drummer                   |
| Clancy Cooper    | Kapper                    |
| Gordon Tanner    | Bud Wilkins               |
| Robert Morley    | Oom Lucius                |
| David Horne      | James                     |
| Eynon Evans      | Directeur van Tibbs & Co. |